# Hexatoma (Eriocera) cinereicauda
Hexatoma (Eriocera) cinereicauda is een tweevleugelige uit de familie steltmuggen (Limoniidae). De soort komt voor in het Oriëntaals gebied.